# Rock On
Rock On è il secondo album del gruppo statunitense dei Raydio, pubblicato dalla Arista Records nel 1979.

## Il disco
Seppur il successo del precedente Raydio sia stato consistente, Jerry Knight e Vincent Bonham decidono di lasciare la band, rifiutando l'offerta di incidere un secondo album. A sostituirli egregiamente ci penseranno Darren Carmichael, cantante, Charles Fearing, chitarrista, e Larry Tolbert, batterista. 
In questo caso, un sound pulito e cristallino permette alla batteria del neo-Raydio Tolbert e alle percussioni di Ollie E. Brown di sottolineare ancor di più la componente Disco che contaminava la black music del periodo, facendo di Rock On una lunga collezione di ballabili. Il disco, di per sé, riscuote solo un discreto successo, negli States, raggiungendo il 45º posto nella classifica generale, al contrario del singolo You Can't Change That, 3º classificato nella classifica R&B. Il secondo singolo estratto è More Than One Way to Love A Woman (#25 US R&B).

## Tracce
Testi e musiche di Ray Parker Jr.

### Lato A
1. What You Waitin' for - 4:14
2. Hot Stuff - 5:17
3. You Can't Change That - 3:25
4. Rock On - 5:08

### Lato B
1. More Than One Way to Love a Woman - 5:45
2. When You're in Need of Love - 6:18
3. Goin' Thru School and Love - 4:19
4. Honey I'm a Star - 3:41

## Formazione
- Ray Parker Jr. - sintetizzatore, basso, chitarra, tastiere, cantante solista e voce
- Charles Fearing - chitarra
- Larry Tolbert - batteria
- Arnell Carmichael - cantante solista e voce
- Darren Carmichael - cantante solista e voce

### Altri musicisti
- Ollie E. Brown - percussioni, batteria e voce
- Sylvester Rivers - piano
- Jack Ashford - percussioni e tamburello
- Ken Peterson - tromba e voce
- Horatio Gordon - sassofono
- Norma Jean Bell - sassofono
- Valorie Jones - voce
- Francie Pearlman - voce
- Cheryl Brown - voce

## Curiosità
- L'inner sleeve del vinile statunitense riporta, in sostituzione di When You're In Need of Love, un brano composto da Charles Fearing dal titolo Interlude. In realtà, quest'ultimo non fu incluso nel master finale.
- La versione strumentale del brano Rock On, intitolata Hollywood Boulevard, è inclusa nella colonna sonora musicale del film Attimo per attimo, diretto nel 1978 da Jane Wagner e interpretato da Lily Tomlin e John Travolta.